# Diploiulus boleti
Diploiulus boleti är en mångfotingart som beskrevs av C. Koch. Diploiulus boleti ingår i släktet Diploiulus och familjen kejsardubbelfotingar. Utöver nominatformen finns också underarten D. b. annulatus.